# Estland op het Eurovisiesongfestival 2002
Estland nam deel aan het Eurovisiesongfestival 2002 in Tallinn, Estland. Het was de 8ste deelname van het land op het Eurovisiesongfestival. De selectie verliep via het jaarlijkse Eesti Laul, waarvan de finale plaatsvond op 26 januari 2002. ETV was verantwoordelijk voor de Estse bijdrage voor de editie van 2002.

## Selectieprocedure
De nationale finale vond plaats op 26 januari 2002 in de studio's van de nationale omroep in Tallinn en werd gepresenteerd door Marko Reikop en Karmel Eikner.
In totaal deden er 10 artiesten mee aan deze nationale finale. 
De winnaar werd bepaald door een internationale jury.
| Volgorde | Artiest                    | Lied                        | Punten | Plaats |
| -------- | -------------------------- | --------------------------- | ------ | ------ |
| 1        | Jaanika Vilipo             | "I'm Falling"               | 49     | 5      |
| 2        | Yvetta Kadakas & Ivo Linna | "Computer Love"             | 14     | 10     |
| 3        | Maarja Kivi                | "A Dream"                   | 38     | 7      |
| 4        | Lea Liitmaa & Jaagup Kreem | "What If I Fell"            | 31     | 9      |
| 5        | Gerli Padar                | "Need A Little Nothing"     | 60     | 3      |
| 6        | Hatuna & Riina Riistop     | "This Is (What Luv Can Do)" | 32     | 8      |
| 7        | Maarja Tõkke               | "I'll Never Forget"         | 51     | 4      |
| 8        | Nightlight Duo & Cowboys   | "Another Country Song"      | 65     | 2      |
| 9        | Sahlene                    | "Runaway"                   | 85     | 1      |
| 10       | Julia Hillens              | "U Can't"                   | 39     | 6      |

## In Tallinn
In hun thuisland moest Estland aantreden als 8ste, net na Rusland en voor Macedonië. Op het einde van de puntentelling bleek dat ze op een 3de plaats waren geëindigd met 111 punten. 
Men ontving 2 keer het maximum van de punten.
Nederland deed niet mee in 2002 en België had 4 punten over voor deze inzending.

### Gekregen punten
Punten gekregen in de finale:
| 12 punten          | 10 punten                         | 8 punten               | 7 punten                         | 6 punten                     |
| ------------------ | --------------------------------- | ---------------------- | -------------------------------- | ---------------------------- |
| - Letland - Zweden | - Bosnië en Herzegovina - Finland | - Denemarken - Turkije | - Litouwen - Verenigd Koninkrijk | - Noord-Macedonië - Slovenië |
| 5 punten           | 4 punten                          | 3 punten               | 2 punten                         | 1 punt                       |
| - Kroatië          | - België - Duitsland              | - Oostenrijk - Rusland | - Israël - Malta - Roemenië      |                              |

### Punten gegeven door Estland
Punten gegeven in de finale:
| 12 punten | Letland             |
| 10 punten | Rusland             |
| 8 punten  | Zweden              |
| 7 punten  | Malta               |
| 6 punten  | Verenigd Koninkrijk |
| 5 punten  | Finland             |
| 4 punten  | Cyprus              |
| 3 punten  | Frankrijk           |
| 2 punten  | Litouwen            |
| 1 punt    | Duitsland           |